# Heinkel He 274
L'Heinkel He 274 era un bombardiere pesante d'alta quota ad ala medio bassa progettato dall'ufficio tecnico dell'azienda aeronautica tedesca Ernst Heinkel Flugzeugwerke AG nei primi anni quaranta.
Sviluppo da alta quota del precedente bombardiere He 177 Greif venne realizzato in Francia in soli due esemplari, uno dei quali utilizzato nel dopoguerra dall'Armée de l'air.

## Storia del progetto
Nel 1941, durante lo sviluppo del He 177 Greif una delle versioni previste dal progetto era quella di bombardiere d'alta quota, a cui venne data la designazione He 177 A-4. L'intenzione era di realizzare un velivolo da fornire alla Luftwaffe capace di operare alla quota di 14 000 m, un'altezza tecnicamente irraggiungibile dai caccia alleati del periodo. Le difficoltà nell'ottenere i nuovi supermotori Daimler-Benz DB 610, che accusarono molti problemi di messa a punto, suggerirono la realizzazione di un progetto che prevedeva inizialmente l'adozione di una più tradizionale soluzione quadrimotore ricorrendo ai più collaudati ed efficienti Daimler-Benz DB 603. Il nuovo modello prevedeva l'introduzione di alcune sostanziali modifiche il che avrebbe comportato, come le convenzioni Reichsluftfahrtministerium (RLM) normalmente prevedevano per ogni nuova variante o consistente sviluppo, l'adozione della cifra della sigla aumentata del fattore cento, quindi He 277 (per proseguire con He 377 etc); in realtà l'RLM aveva già assegnato la sigla Heinkel He 277 ad un altro progetto. Il nuovo progetto risultava sostanzialmente differente, con un crescente numero di parti non intercambiabili con l'originale He 177, realizzate in corso di sviluppo, per cui gli venne assegnata una nuova designazione, He 274.
Dato l'impegno che, nel 1941, la Heinkel stava sostenendo nello sviluppo e produzione di altri progetti, ritenuti dal RLM più urgenti, e che avrebbero costretto la realizzazione del He 274 in tempi lunghi, venne presa la decisione di trasferire lo sviluppo a Suresnes, negli stabilimenti della Société Anonyme des Usines Farman (SAUF) (fondata dai fratelli Henri Farman e Maurice Farman), nella Francia occupata. Tuttavia la produzione in serie, destinata ad essere avviata negli stessi stabilimenti, non poté mai avere inizio per ulteriori ritardi e per l'evoluzione sfavorevole alla Germania nella seconda parte della seconda guerra mondiale.
La costruzione dei due primi prototipi, ai quali, come da convenzione RLM, vennero assegnate le designazioni He 274 V1 e V2, non riuscì ad essere iniziata che nel 1943. Il V1 riuscì ad essere completato nell'estate 1944, ma quando era oramai pronto per essere portato in volo per la prima volta, nel luglio dello stesso anno, l'arrivo della controffensiva delle forze armate alleate creò una serie di problemi. Inizialmente si rese necessario iniziare l'evacuazione del personale tedesco della Heinkel che lavorava sul progetto, cosa che si ripercosse sulla qualità degli interventi finali. A causa di alcuni imprevisti minori infatti si dovette rimandare ulteriormente i test di volo ed il successivo previsto trasferimento in Germania del velivolo. Per evitare quindi che finisse in mani nemiche venne quindi impartito l'ordine di distruggere il prototipo, oramai praticamente completato.
Tuttavia, l'He 274 subì solamente danni di lieve entità alla fusoliera permettendo di trasferire il modello all'Ateliers Aéronautiques de Suresnes per le riparazioni. Venne quindi ribattezzato AAS 01A, portato in volo con successo nel dicembre 1945 dalla base aérienne 123 Orléans-Bricy ed assegnato all'Armée de l'air che lo utilizzò sino alla fine del 1953 nell'ambito della ricerca sul volo ad alta quota.

## Tecnica
Le differenze principali tra l'He 177 e l'He 274 si riscontravano, oltre che nell'abbandono del doppio motore accoppiato in favore di quattro unità indipendenti, i Daimler-Benz DB 603A-2 12 cilindri a V invertita, capaci nella versione A-2 proposta di erogare una potenza pari a 1 850 PS (1 361 kW) ciascuno grazie alla sovralimentate dai turbocompressori TK 11B studiati dal Deutsche Versuchsanstalt für Luftfahrt (DVL), anche nell'adozione di una fusoliera modificata di maggior lunghezza, un'apertura alare anch'essa maggiorata a 44,0 m ed un impennaggio di coda a doppia deriva.
L'He 274 era, inoltre, caratterizzato dall'adozione di una cabina di pilotaggio pressurizzata dove erano alloggiati i 4 membri dell'equipaggio, dotata di doppia parete in lega di elevato spessore e particolari finestrini dotati di struttura a sandwich ad intercapedine sottovuoto e guarnizioni gonfiabili in gomma, e che permetteva di mantenere all'interno della cabina una pressione equivalente a quella presente a 2 500 m di quota. L'ala, montata medio bassa ed a sbalzo, aveva montato sul bordo d'attacco le gondole alari dotate di radiatori anulari che racchiudevano i motori e che davano un aspetto simile ai motori radiali. Il carrello d'atterraggio era un robusto triciclo classico, completamente retrattile, con di due anteriori dotato di ruote binate retraibili nelle gondole motore interne, e completato posteriormente da un ruotino d'appoggio che scompariva in volo dentro ad un portello posto sotto la coda.
L'armamento difensivo era basato su una serie di 5 mitragliatrici MG 131 calibro 13 mm, camerate per il munizionamento da 13 × 64 mm, collocate la prima, in direzione frontale, le altre, in coppia, in posizione dorsale e ventrale in due barbette controllate in remoto.
Quello offensivo si basava sulla capacità di carico pari a 6000kg di bombe stoccate all'interno di due vani bombe poste nella parte inferiore della fusoliera.

## Utilizzatori
Francia
- Armée de l'air